# Öarna under vinden

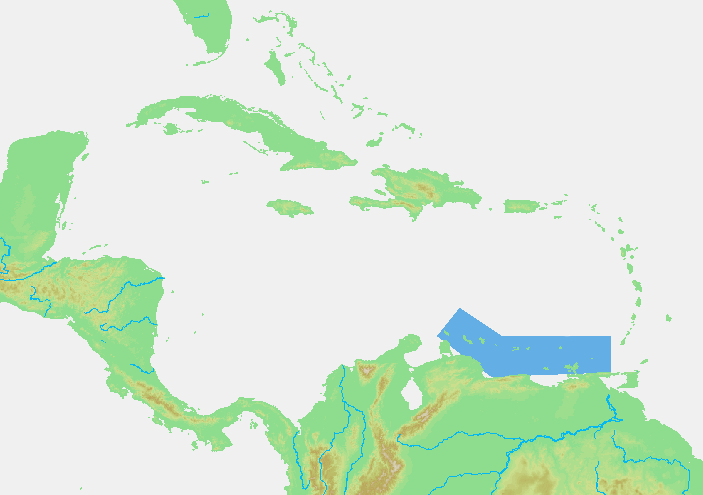
Öarna under vinden.

Öarna under vinden (spanska: Islas de Sotavento, nederländska: Benedenwindse Eilanden, franska: Îles-sous-le-Vent) är en del av ögruppen Små Antillerna, omfattande öarna i södra Karibiska havet utanför Venezuelas kust. Den sträcker sig från Aruba i väster till Los Testigosöarna i öster. Aruba, Curaçao och Bonaire hör till Nederländerna, medan resterande öar är venezuelanskt territorium.
De utmärker sig på det sättet att de inte står under inflytande av passadvinden. Klimatet är torrare än vid öarna över vinden.

## Öar
- ABC-öarna, (Nederländerna):
  -  Aruba
  -  Curaçao
  -  Bonaire

- Dependencias Federales, Venezuela:
  - Los Monjesöarna
  - La Tortugaön
  - La Solaön
  - Los Testigosöarna
  - Los Frailesöarna
  - Patosön
  - Los Roques
  - La Blanquillaön
  - Los Hermanosöarna
  - La Orchilaön
  - Las Avesöarna
  - Avesön

- Nueva Esparta, Venezuela: 
  - Isla Margarita
  - Coche
- Cubagua